# Rock Dreams
Rock Dreams est le titre d'une série de 125 tableaux réalisés à Paris par Guy Peellaert entre 1970 et 1973. Cet ensemble est principalement constitué de portraits des personnalités marquantes de l'histoire de la musique rock depuis ses origines, et se présente comme un panorama des grands mythes engendrés par cette forme d'expression dans l'imaginaire collectif.
Sur le plan technique, l'œuvre est une hybridation complexe entre le photomontage et la peinture, apparentée à l'hyperréalisme, et témoigne d'un usage précurseur du procédé d'appropriation dans l'art contemporain. Elle est considérée comme une œuvre majeure de la culture rock, et comme une manifestation décisive de son émergence au sein des arts plastiques dans la seconde moitié du XXe siècle.

## Liste des œuvres
Racines
- Frank Sinatra
- Frankie Laine : Teresa Brewer, Perry Como, Tennessee Ernie Ford, Danny Kaye, Judy Garland, Guy Mitchell, Doris Day, Titi, Frankie Laine, Jo Stafford, Bing Crosby, Dean Martin, Gene Kelly, Louis Armstrong, Rosemary Clooney, Howard Keel.
- Johnnie Ray
- Big Joe Turner
- Hank Williams
- Elvis Presley 1
- Elvis Presley 2
- Elvis Presley 3
- Elvis Presley is the King. We were at his crowning... : Vince Taylor, Tommy Steele, P. J. Proby, Billy Fury, Tommy Sands, Rick Nelson, Elvis Presley, Tom Jones, Eddie Cochran, Terry Dene, Ritchie Valens, Fabian, Cliff Richard.
- Good Hard Rock
- Bill Haley
- Fats Domino
- Little Richard
- Bo Diddley
- Jerry Lee Lewis
- Gene Vincent
- Eddie Cochran
- Chuck Berry 1
- Chuck Berry 2
- Buddy Holly
- Duane Eddy
- The Everly Brothers
- Highschool : The Fleetwoods : Barbara Ellis, Gary Troxel, Gretchen Christopher. Connie Francis, Dick Clark, Brenda Lee. The Teddy Bears : Annette Kleinbard, Marshall Leib, Phil Spector. Buddy Knox, Frankie Lymon, Pat Boone, Paul Anka, Frankie Avalon, Ricky Nelson, Fabian, Tommy Sands.
- Paul Anka
- Brenda Lee
- Fabian
- Frankie Avalon et Annette Funicello
- Phil Spector
- Pat Boone et Connie Francis
- Class Disbands

Land of a Thousand Dances
- Roy Orbison
- Del Shannon
- The Drifters
- Phil Spector 2
- Teendreams
- Leader of the Pack : The Shangri-Las
- Chubby Checker
- Twist
- The Promised Land
- Jan and Dean
- The Beach Boys
- California Girls
- Brian Wilson

The Beatles
- Let me take you down... : Stuart Sutcliffe
- ...'cos I'm going to..."
- ...Strawberry Fields.
- Nothing is real...
- and there's nothing to get hung about".
- Strawberry Fields Forever
- Cilla Black
- P. J. Proby
- The Who
- The Ad Lib : Keith Richards, Anita Pallenberg, Brian Jones, George Harrison, Jeff Beck, Keith Relf, Pattie Boyd, Scott Walker, Ringo Starr, Alan Price, John Lennon, Eric Burdon, Keith Moon, Charlie Watts, Mick Jagger, Marianne Faithfull, P. J. Proby, Sandie Shaw, Zoot Money, Georgie Fame, Paul McCartney.
- Ray Davies, and the Kinks
- The Rolling Stones 1
- The Rolling Stones 2
- The Rolling Stones 3 :
- The Rolling Stones 4 : Mick Jagger, Keith Richards, Brian Jones et Anita Pallenberg
- The Rolling Stones 5 : Keith Richards, Mick Jagger
- The Rolling Stones 6 : Mick Jagger

Robert Zimmerman, His Journeys and Adventures
- Hobo Bob : Bob Dylan
- New York Bob : Bob Dylan
- Superstar Bob : Bob Dylan
- Country Bob : Bob Dylan
- Donovan
- Simon & Garfunkel
- Creeque Alley : The Mamas and the Papas
- The Beach Boys
- The Byrds
- The Lovin' Spoonful
- Soul
- James Brown
- Ray Charles
- Sam Cooke
- Otis Redding
- Smokey Robinson
- Aretha Franklin
- Wilson Pickett and Solomon Burke
- Tina Turner 1
- Tina Turner 2
- Stevie Wonder
- The Supremes
- Joe Tex
- Chairmen of the Board : Isaac Hayes, Curtis Mayfield, Richie Havens, Roberta Flack, Sylvester Stewart, Taj Mahal, Marvin Gaye.
- The Jackson Five
- Diana Ross
- B.B. King

Musicians
- Jeff Beck, Alvin Lee, Eric Clapton, Jimmy Page, Pete Townshend
- Jimi Hendrix

Bogeymen
- Arthur Brown
- Ian Anderson
- Alice Cooper
- Joe Cocker et Leon Russell
- Dr. John

The Bus
- The Jefferson Airplane, the Grateful Dead, Country Joe and the Fish.
- Jim Morrison 1
- Jim Morrison 2
- Ruben and the Jets : Frank Zappa, the Mothers of Invention et the GTO's
- Janis Joplin
- Country
- Honky Tonk Angels
- George Jones et Tammy Wynette
- Dave Dudley
- Merle Haggard
- Jerry Lee Lewis 2
- Johnny Cash

The End
- The Greatest Show on Earth
- The Velvet Underground
- James Taylor et Carole King
- Crosby, Stills, Nash and Young
- Creedence Clearwater Revival
- The Who
- The Band
- Lou Reed et David Bowie
- Rod Stewart
- Marc Bolan
- ...Hope I die before I get old : Frank Sinatra